# Peter Kubern
Peter Kubern (* 11. März 1945; † 24. Mai 2014) war ein deutscher Fußballspieler. In der Saison 1966/67 spielte er für den Halleschen FC Chemie in der DDR-Oberliga, der höchsten Spielklasse im DDR-Fußball.

## Sportliche Laufbahn
Als 19-Jähriger tauchte Peter Kubern erstmals in der zweitklassigen DDR-Liga auf, als er für die Betriebssportgemeinschaft (BSG) Motor Dessau vier Punktspiele bestritt. Ein Jahr später war er mit 26 Einsätzen und sieben Toren bei 30 ausgetragenen Punktspielen bereits Stammspieler bei der BSG Motor. Zur Saison 1966/67 wechselte er zum Oberligisten Hallescher FC Chemie, dem regionalen Fußballschwerpunkt. Dort spielte er aber hauptsächlich mit der 2. Mannschaft in der viertklassigen Bezirksklasse. Lediglich am 7. Oberligaspieltag kam er zu einem Einsatz in der höchsten Spielklasse. In der Begegnung HFC – Motor Zwickau (0:4) wurde er anstelle des nicht einsatzbereiten Stürmer Bernd Donau aufgeboten. Zwischen 1967 und 1968 musste Kubern seinen Wehrdienst ableisten, konnte aber bei der SG Dynamo Halle-Süd in der Bezirksklasse weiter Fußball spielen. Anschließend wechselte er zur BSG Chemie Wolfen. Nachdem er dort mit der DDR-Liga-Mannschaft 1969/1970 nur zwei Punktspiele bestritten hatte, entwickelte er sich in der Saison 1970/71 bei 26 Punktspielen mit 23 Einsätzen und vier Toren wieder zum Stammspieler. Wegen Verstoßes gegen die Verbandsstatuten wurde die BSG Chemie am Saisonende in die drittklassige Bezirksliga zurückgestuft. Unter Mitwirkung von Kubern gelang die sofortige Rückkehr in die DDR-Liga, in der dieser 1972/73 seine erfolgreichste Spielzeit absolvierte. Er wurde in allen 22 Punktspielen eingesetzt und wurde mit seinen dreizehn Treffern Torschützenkönig der Wolfener. 1974 stieg Wolfen regulär erneut in die Bezirksliga ab und verharrte dort bis 1977. Wieder verhalf Kubern der Mannschaft 1977 zur Rückkehr in die DDR-Liga, wo er noch weitere vier Spielzeiten aktiv blieb. In den in dieser Zeit ausgetragenen 88 Punktspielen bestritt er 79 Partien und blieb mit 21 Toren weiter ein erfolgreicher Stürmer. 1981 musste Chemie Wolfen wieder absteigen. Für den 36-jährigen Kubern war dies der Abschied als Aktiver vom höherklassigen Fußball. Dort war er in elf Spielzeiten präsent gewesen und hatte neben seinem einen Oberligaeinsatz 176 DDR-Liga-Spiele bestritten, in denen er 51 Mal zum Torerfolg gekommen war.